# Ярнелл (Аризона)
Ярнелл (англ. Yarnell) — переписна місцевість (CDP) в США, в окрузі Явапай штату Аризона. Населення — 570 осіб (2020).

## Географія
Ярнелл розташований за координатами 34°13′42″ пн. ш. 112°45′47″ зх. д. / 34.22833° пн. ш. 112.76306° зх. д. (34.228248, -112.763062).  За даними Бюро перепису населення США в 2010 році переписна місцевість мала площу 22,86 км², уся площа — суходіл.

## Демографія
Згідно з переписом 2010 року, у переписній місцевості мешкало 649 осіб у 379 домогосподарствах у складі 184 родин. Густота населення становила 28 осіб/км².  Було 597 помешкань (26/км²).
Расовий склад населення:
| - 94,5 % — білих - 0,9 % — корінних американців - 0,6 % — чорних або афроамериканців - 0,2 % — азіатів - 1,2 % — осіб інших рас |

До двох чи більше рас належало 2,6 %. Частка іспаномовних становила 6,3 % від усіх жителів.
За віковим діапазоном населення розподілялося таким чином: 6,6 % — особи молодші 18 років, 57,3 % — особи у віці 18—64 років, 36,1 % — особи у віці 65 років та старші. Медіана віку мешканця становила 61,1 року. На 100 осіб жіночої статі у переписній місцевості припадало 99,1 чоловіків;  на 100 жінок у віці від 18 років та старших — 103,4 чоловіків також старших 18 років.
Середній дохід на одне домашнє господарство  становив 35 974 долари США (медіана — 26 389), а середній дохід на одну сім'ю — 49 246 доларів (медіана — 43 333). За межею бідності перебувало 15,5 % осіб, у тому числі 0,0 % дітей у віці до 18 років та 8,0 % осіб у віці 65 років та старших.
Цивільне працевлаштоване населення становило 126 осіб. Основні галузі зайнятості: роздрібна торгівля — 19,0 %, науковці, спеціалісти, менеджери — 16,7 %, мистецтво, розваги та відпочинок — 15,1 %.